# Bombo legüero
El bombo legüero és un popular instrument musical de percussió del folklore argentí, originari de la província de Santiago del Estero. Deu el nom a la característica que se li suposa, o sigui, la de poder ser escoltat fins i tot a una llegua de distància. El músic que s'especialitza en aquest instrument s'anomena bombisto.

## Descripció organològica
El bombo pertany a la família dels membranòfons, consta de dues membranes de cuir amb pèl subjectes a una caixa o cilindre de fusta amb cintes de fusta. Es percudeixen tant les membranes com els cèrcols amb baquetes folrades de cuir anomenades palos o palillos.

## Caixa, cos o carcassa

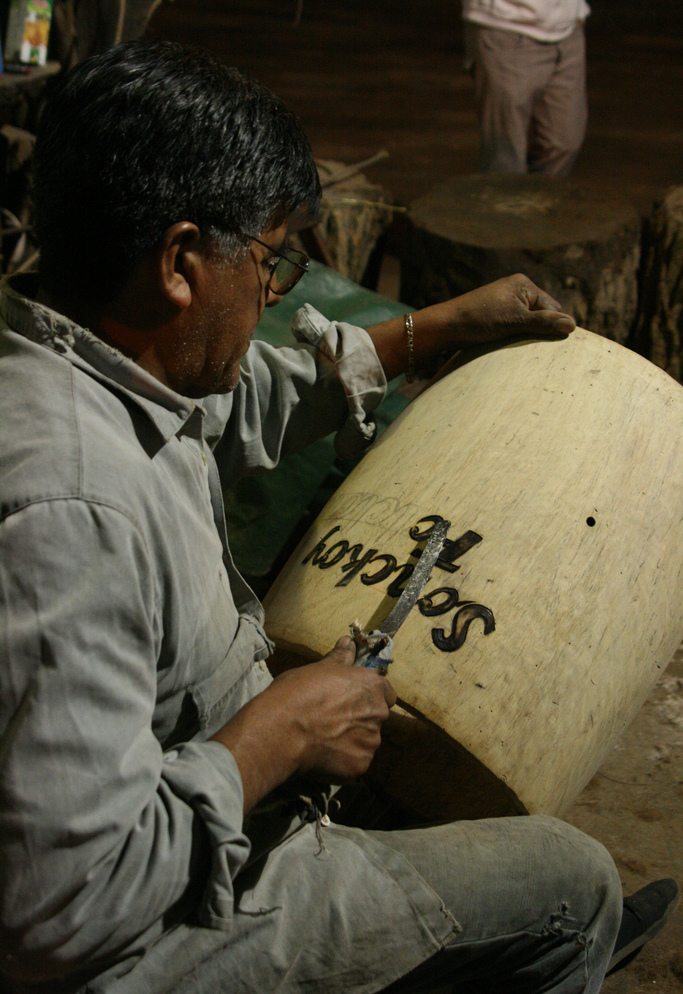
Un lutier durant el procés de fabricació de l'instrument

Es fabrica a partir de troncs buidats. Generalment s'utilitza seibo sec, que li dona millor qualitat en el so i li assegura durabilitat. Molts fabricants utilitzen tronc verds que no són massa recomanats.
Avui dia els bombos de seibo són els més buscats, però pel seu cost elevat (l'arbre tarda diversos anys en tenir el diàmetre necessari per a la construcció), són molt difícils d'aconseguir. Per aquesta raó, molts artesans recorren a làmines de guatambú o altres fustes, fent servir diverses capes per aconseguir un gruix similar al del tronc de seibo, tot i que el so ja no és el mateix.

## Membrana de cuir
Generalment s'utilitza el cuir adobat d'ovella, de cabra o cabra domèstica, i s'ha vist a zones d'interior alguns bombos fets amb cuir d'estómac d'ase, cuir de vedell, o de mazama mexicà.
És recomanable utilitzar una membrana de cabra i una d'ovella al mateix bombo per a aconseguir sonoritats diferents.

## Cèrcols
Els cèrcols es construeixen amb fustes dures com ‘’palo blanco’’ o guatambú, que li dona un volum més gran i més durabilitat respecte als cops de les baquetes amb les que es percudeix.